# الحيط (سيدي بوصبر)
الحيط هي إحدى مشيخات المملكة المغربية، تتبع جغرافيا لإقليم وزان وإداريًا لسيدي بوصبر. يقدر عدد سكانها بـ 3205 نسمة حسب الإحصاء الرسمي للسكان والسكنى لسنة 2004.